# Macroxiphus sumatranus
Macroxiphus sumatranus är en insektsart som först beskrevs av Wilhem de Haan 1842.  Macroxiphus sumatranus ingår i släktet Macroxiphus och familjen vårtbitare.

## Underarter
Arten delas in i följande underarter:
- M. s. raapi
- M. s. siamensis
- M. s. sumatranus